# Phoebe Ryan

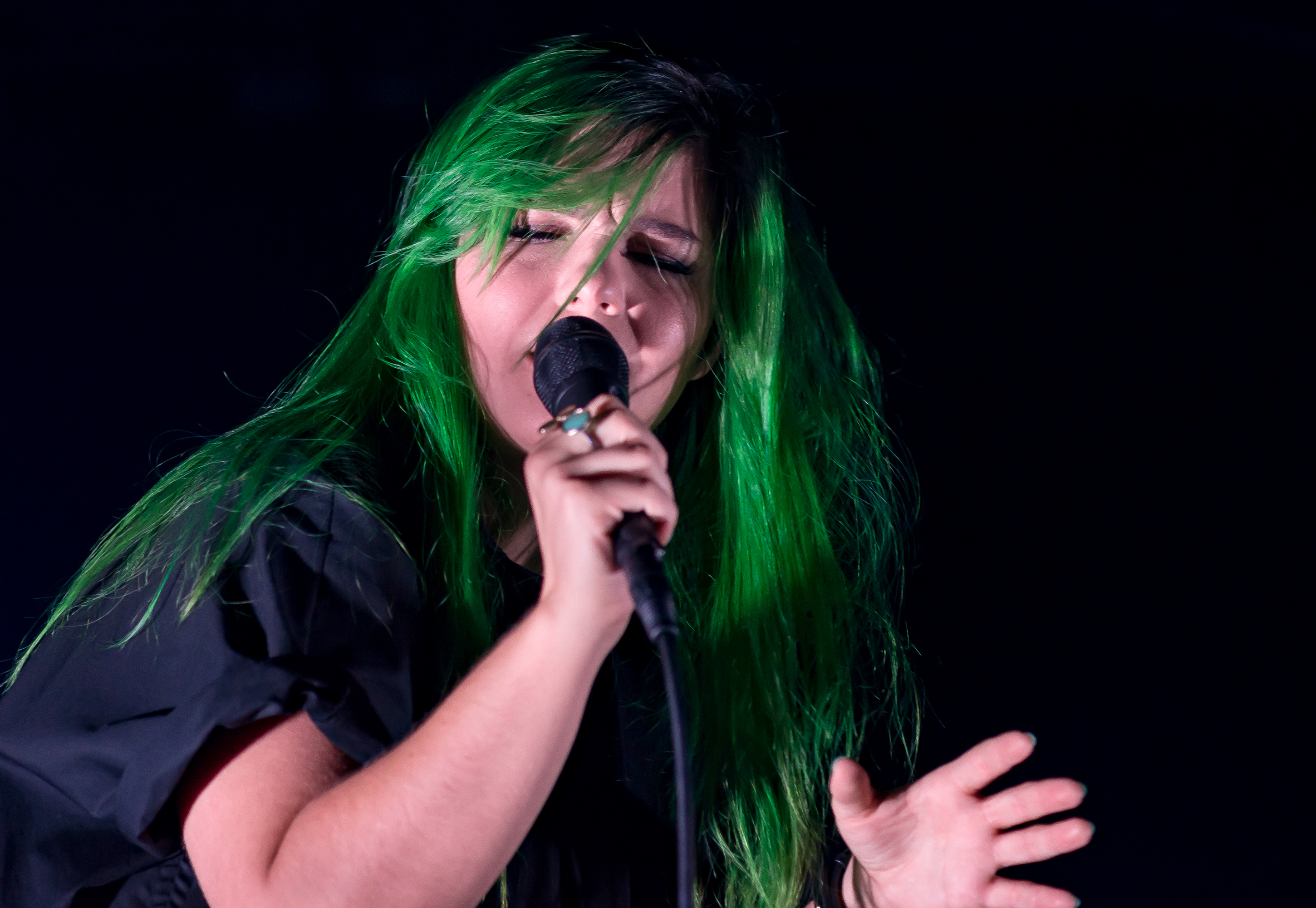
Ryan, 2017

Phoebe Holiday Ryan é uma cantora e compositora americana. Em 2015 ela disponibilizou um mashup de ''Ignition'' do R. Kelly e ''Do You'' do Miguel, seguido de seu primeiro single intitulado ''Mine'' de seu EP de estreia do mesmo nome. Ela assinou com a Columbia Records em 2015.
Como compositora, ela já compôs para vários artistas como Britney Spears, Oh Honey, Melanie Martinez e Bea Miller, e participou nas músicas de The Knocks, Tritonal, Skizzy Mars, The Chainsmokers e outros.

## Biografia
Ryan cresceu em Nova Jérsia e estudou na Clive Davis Institute of Recorded Music na Universidade de Nova Iorque, onde ela estudou engenharia, produção e negócios. Ela debateu sobre escolher ser compositora ou artista antes de decidir ser os dois. 

## Carreira Musical
Ryan começou compondo músicas para artistas como Oh Honey, rapper Skizzy Mars e Bea Miller antes de lançar músicas por contra própria. Em 2014, ela participou no single ''Now or Never'' do Tritonal, e em 2015, ela lançou seu primeiro single como artista, ''Ignition/Do You'', um mashup de ''Ignition'' e ''Do You''. Seus primeiros singles originais, ''Mine'' e ''Dead'', foram lançados em seguida. 
Em 2015, Ryan assinou com a Columbia Records, onde lançou seu EP de estréia intitulado Mine. Suas músicas foram bem recebidas por blogueiros da música e artista como Tove Lo, Taylor Swift incluiu a música em uma lista intitulada ''New Songs That Will Make Your Life More Awesome (I promise!)'' (Novas Músicas Que Farão Sua Vida Ser Maravilhosa (Eu prometo!), The Fader descreveu como ''excelente'' e Billboard chamou a voz de Ryan de ''Magnética''. Em 2015, Nylon chamou Ryan como uma cantora pop ''no caminho do estrelado''.   
Em 4 de março de 2016, Ryan lançou ''Chronic'', uma música electropop que serve como carro-chefe seu futuro quarto álbum. O vídeo musical foi lançado em abril. ''Boyz N Poizn'' foi lançado como segundo single no dia 5 de maio de 2016, com o vídeo sendo lançado em junho.
''Young Blood'' da Bea Miller, co-escrita por Ryan, ficou em 4° na Billboard Dance Club Songs e 40° na Billboard Mainstream Top 40. Levou o prêmio ''Best Song to Rock Out to With your BFFs'' da Radio Disney Music Award.
Em 29 de setembro de 2016, Ryan lançou a música ''All We Know'', com a colaboração de The Chainsmokers. A música ficou em 18° na US Billboard Hot 100 e 24° na UK Singles Chart.

## Discografia

### Extended plays
| Álbum | Detalhes                                                                     |
| ----- | ---------------------------------------------------------------------------- |
| Mine  | - Lançamento: 2015 - Gravadora: Columbia Records - Formato: Download Digital |

### Singles

#### Como Artista Solo
| Single                            | Ano  | Álbum |
| --------------------------------- | ---- | ----- |
| "Ignition / Do You..."            | 2015 | Mine  |
| "Mine"                            | 2015 | Mine  |
| "Dead"                            | 2015 | Mine  |
| "We Won't" (with Jaymes Young)    | 2015 |       |
| "Homie"                           | 2015 |       |
| "Chronic"                         | 2016 |       |
| "Boyz n Poizn"                    | 2016 |       |
| "Dollar Bill" (featuring Kid Ink) | 2016 |       |

#### Como Artista Participante
| Título                                             | Ano  | Posição nos Charts | Posição nos Charts | Posição nos Charts | Posição nos Charts | Posição nos Charts | Posição nos Charts | Posição nos Charts | Posição nos Charts | Posição nos Charts | Posição nos Charts | Certificações              | Álbum   |
| Título                                             | Ano  | US                 | AUS                | AUT                | BEL                | CAN                | FRA                | NL                 | NOR                | SWE                | UK                 | Certificações              | Álbum   |
| -------------------------------------------------- | ---- | ------------------ | ------------------ | ------------------ | ------------------ | ------------------ | ------------------ | ------------------ | ------------------ | ------------------ | ------------------ | -------------------------- | ------- |
| "Chasing" (My Eden featuring Phoebe Ryan)          | 2013 | —                  | —                  | —                  | —                  | —                  | —                  | —                  | —                  | —                  | —                  | Walking On Air             |         |
| "Now or Never" (Tritonal featuring Phoebe Ryan)    | 2014 | —                  | —                  | —                  | —                  | —                  | —                  | —                  | —                  | —                  | —                  | Introducing Pierce Fulton  |         |
| "The City" (Skizzy Mars featuring Phoebe Ryan)     | 2015 | —                  | —                  | —                  | —                  | —                  | —                  | —                  | —                  | —                  | —                  | The Red Balloon Project EP |         |
| "We Won't" (Jaymes Young featuring Phoebe Ryan)    | 2015 | —                  | —                  | —                  | —                  | —                  | —                  | —                  | —                  | —                  | —                  |                            |         |
| "Purple Eyes" (The Knocks featuring Phoebe Ryan)   | 2016 | —                  | —                  | —                  | —                  | —                  | —                  | —                  | —                  | —                  | —                  | 55                         |         |
| "All We Know" (The Chainsmokers feat. Phoebe Ryan) | 2016 | 18                 | 8                  | 15                 | 15                 | 14                 | 185                | 34                 | 14                 | 24                 | 24                 | - ARIA: Platina            | Collage |

### Créditos como Compositora
| Ano  | Artista          | Álbum          | Música                     |
| ---- | ---------------- | -------------- | -------------------------- |
| 2013 | Oh, Honey        | With Love      | "Be Okay"                  |
| 2013 | Oh, Honey        | With Love      | "Lonely Neighbor"          |
| 2013 | Oh, Honey        | With Love      | "Get It Right"             |
| 2013 | Oh, Honey        | With Love      | "Sugar, You"               |
| 2013 | Oh, Honey        | With Love      | "It Can't Rain Forever"    |
| 2013 | Oh, Honey        | With Love      | "Until You Let Me"         |
| 2013 | Oh, Honey        | With Love      | Take All the Time You Need |
| 2013 | Mt Eden          | Walking on Air | "Walking On Air"           |
| 2014 | Alli Simpson     | --             | "Guilty"                   |
| 2014 | Benjamin         | Square One     | "Underdogs"                |
| 2014 | Bea Miller       | Young Blood    | "Young Blood"              |
| 2015 | Melanie Martinez | Cry Baby       | "Teddy Bear"               |
| 2016 | Britney Spears   | Glory          | "Man On The Moon"          |
| 2016 | The Knocks       | 55             | "The Key"                  |